# Ulf Sundberg
Ulf Hjalmar Sundberg, född 11 september 1919 i Hedemora landsförsamling, död 14 oktober 1997, var en svensk jägmästare och professor. Han blev civiljägmästare 1944 och var från 1952 professor i skogsteknik II vid Skogshögskolan. Han blev ledamot av Lantbruksakademien 1959 och invaldes 1964 som ledamot av Ingenjörsvetenskapsakademien.

## Utmärkelser
- Kommendör av Nordstjärneorden, 6 juni 1972.[1]